# Ciorbă

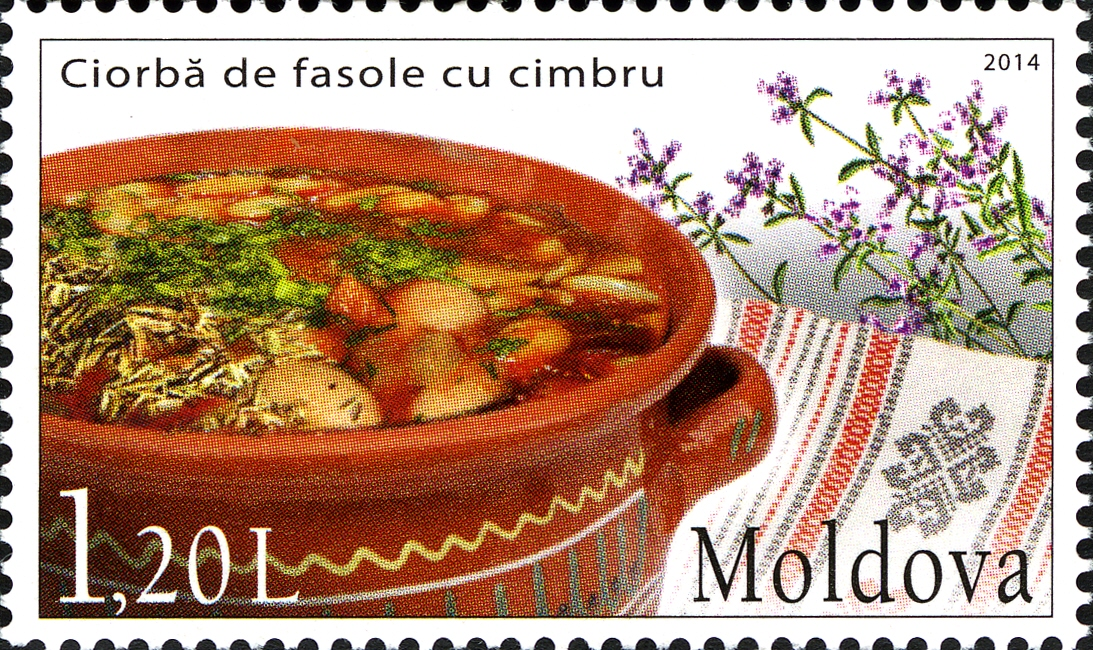
Selo moldávio de 2014 mostrando um Ciorbă de fasole cu cimbru (feijão e tomilho)

Ciorbă (do turco çorba) é um dos principais pratos da cozinha tradicional romena, geralmente servida no almoço (raramente no jantar) no início da refeição, após as entradas.

## Descrição
A ciorbă é um preparado líquido feito de legumes, legumes e verduras e carne ou peixe, obtido por fervura de pedaços pequenos com diferentes vegetais, com vários ingredientes: ovo, natas, iogurte, carne assada obtida por dourar a farinha de vários cereais e, de preferência, imersão com vinagre alimentar, borscht , sumo de limão, sumo de tomate, corcodus, amido ou repolho.  Como tempero, a salsa é usada em sopas, com a exceção das sopas da Transilvânia, nas quais o estragão é específico da região, e não são adicionados ervas à ciorbă de burta .  O borscht também deve ser substituído por repolho.
Na Turquia, a conhecida sopa é chamada de çorba, uma palavra do árabe šorba (šarâb).  A ciorbă chegou às mesas romenas através da história ao ser fervida pela primeira vez em potes de sopa e caldeiras das tropas sipahis do Império Otomano. Na Moldávia , o termo preferido para designar esta sopa é borscht .

## Variedades
As sopas mais populares são: 
| - Ciorbă à la grecque (de: porc, vițel, miel, pui) - Ciorbă ardelenească (de: porc, vițel) - Ciorbă de berbec - Ciorbă de cap de nisetru - Ciorbă de chitici - Ciorbă de bureți - Ciorbă de burtă - Ciorbă de cartofi - Ciorbă de conopidă - Ciorbă de crap - Ciorbă de dovlecei - Ciorbă de dovlecei umpluți - Ciorbă de fasole boabe | - Ciorbă de fasole verde - Ciorbă de hribi - Ciorbă de legume - Ciorbă de lobodă - Ciorbă de miel - Ciorbă de oaie - Ciorbă de păsat ((crupe de porumb) - Ciorbă de perișoare - Ciorbă de perișoare de pește - Ciorbă de pește - Ciorbă de pește cu zeamă de varză - Ciorbă de potroace - Ciorbă de pui | - Ciorbă de rasol - Ciorbă rusească de varză - Ciorbă de salată verde - Ciorbă de sfeclă - Ciorbă de ștevie - Ciorbă de tarhon cu carne - Ciorbă țărănească (de: vacă, vițel, porc, pasăre, legume) - Ciorbă de urzici - Ciorbă de varză albă - Ciorbă de verdețuri - Ciorbă de văcuță - Ciorbă rădăuțeană - Sărbușcă |

## Galeria de Imagens

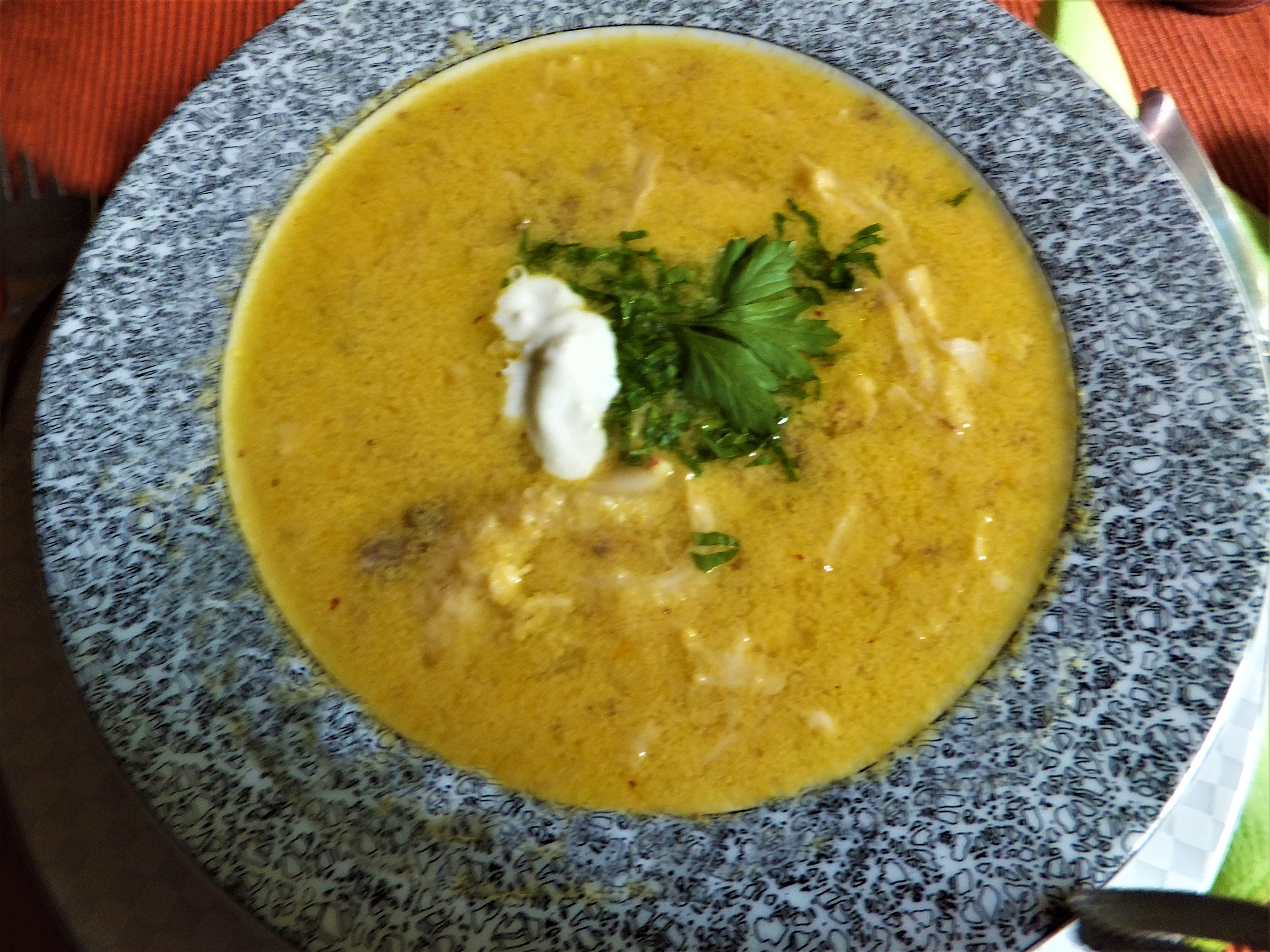
Ciorbă de burtă
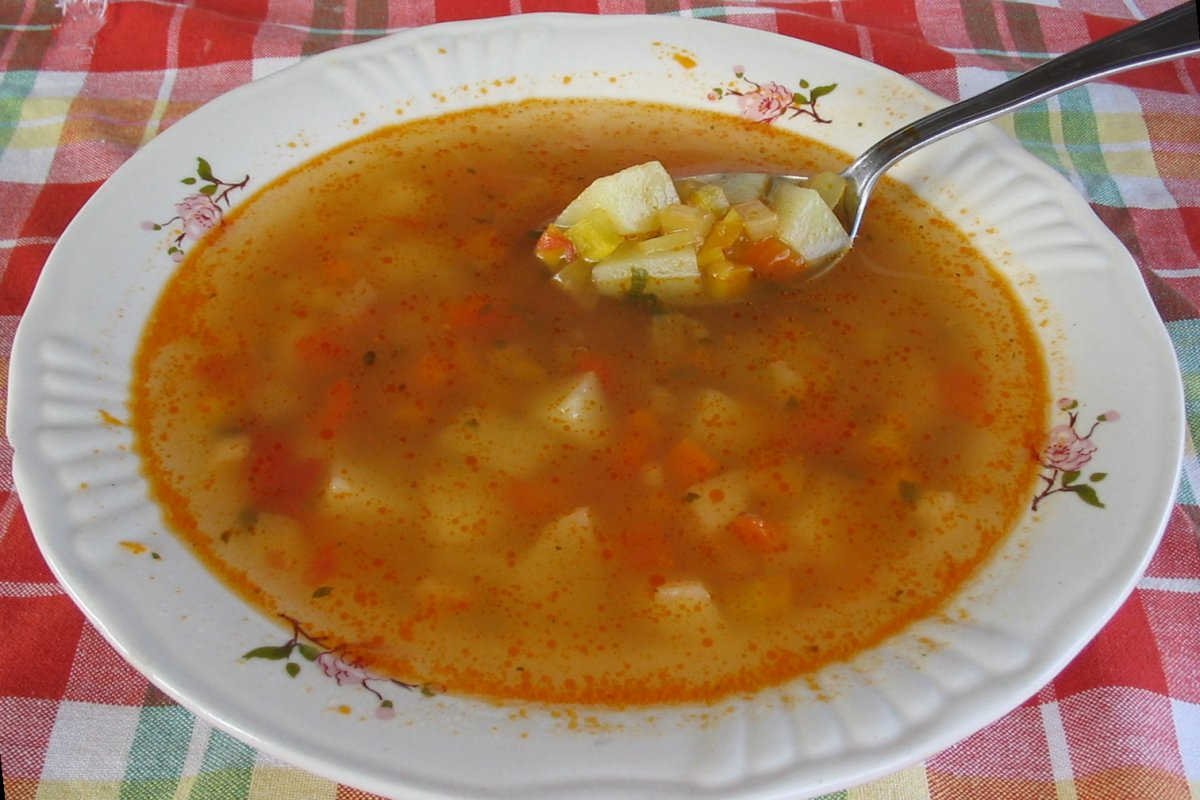
Ciorbă de cartofi
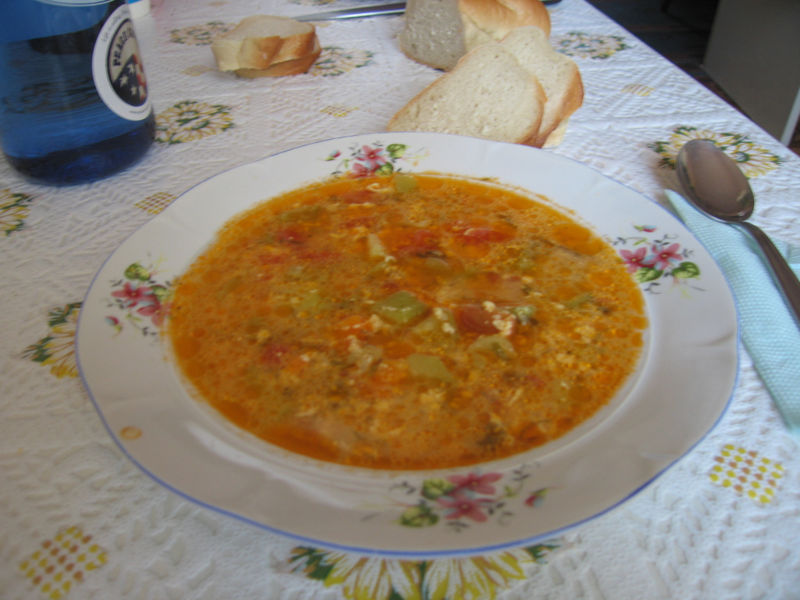
Ciorbă de legume
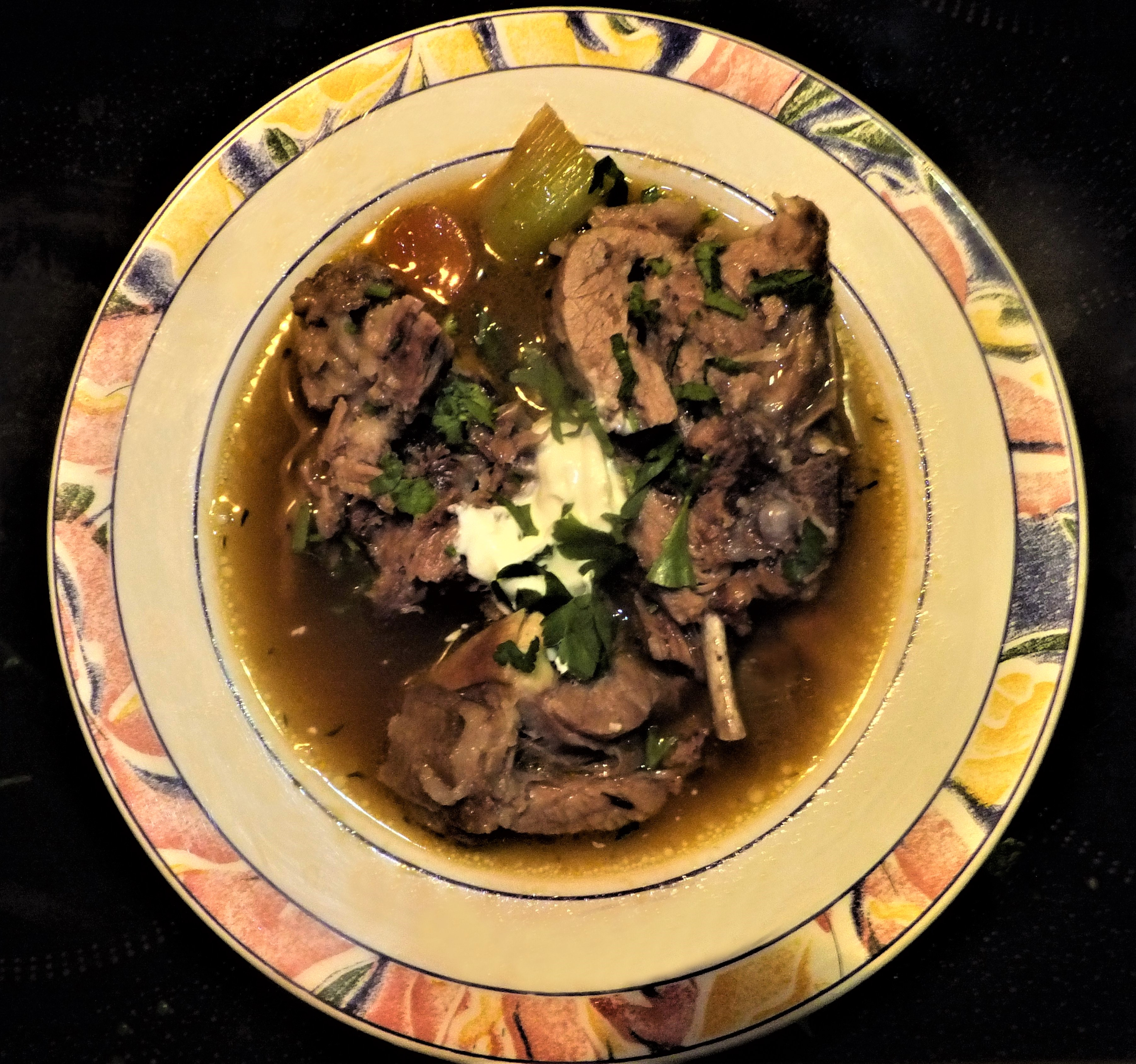
Ciorbă de miel
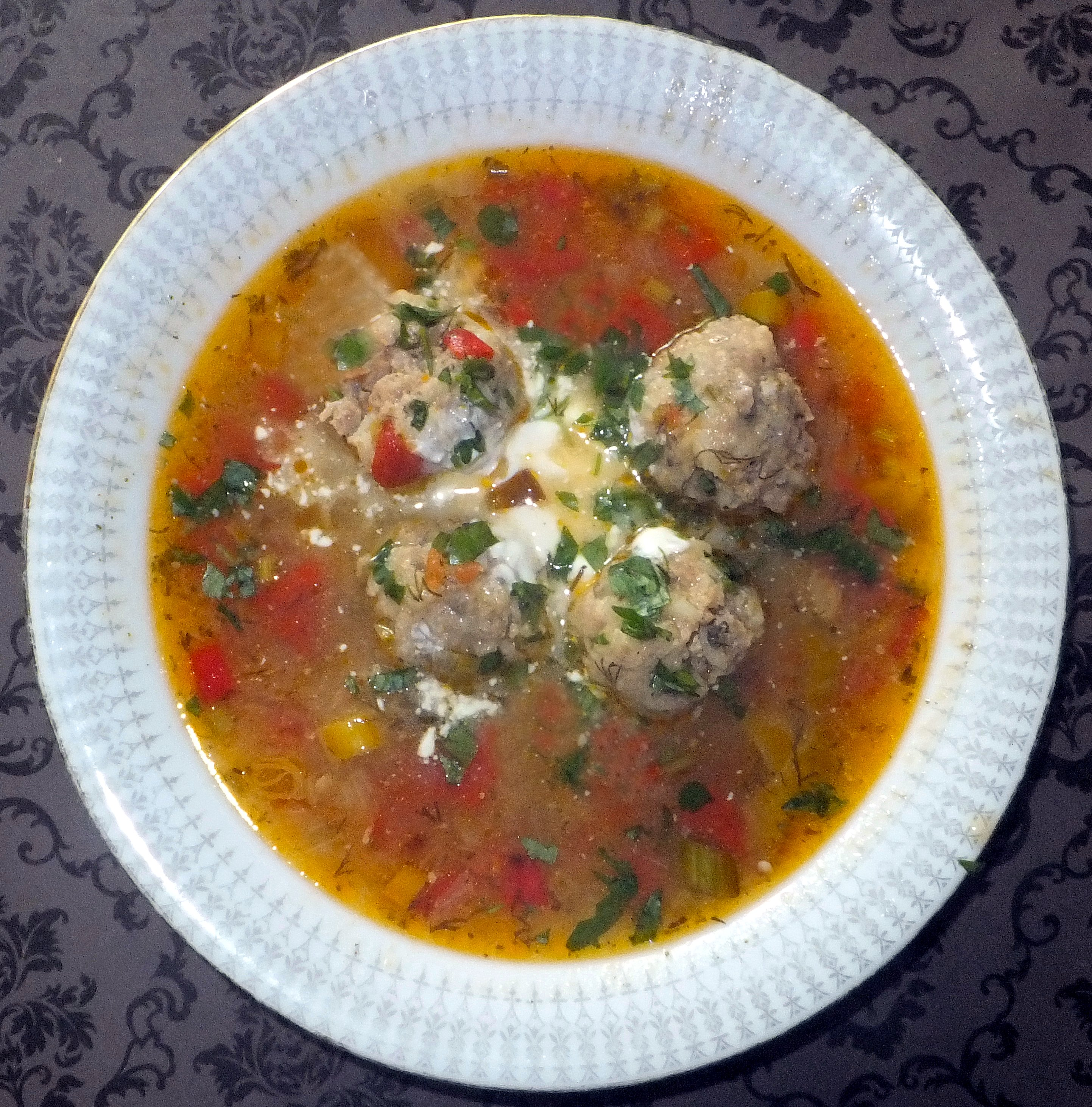
Ciorbă de perișoare
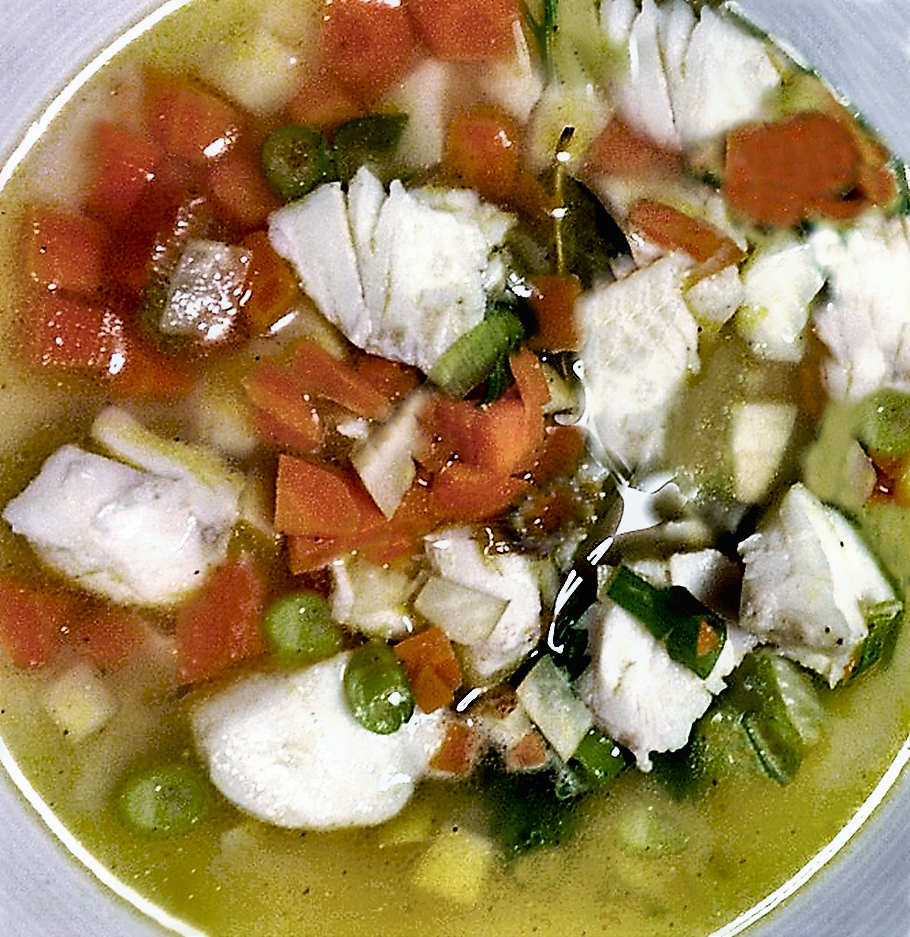
Ciorbă de peşte
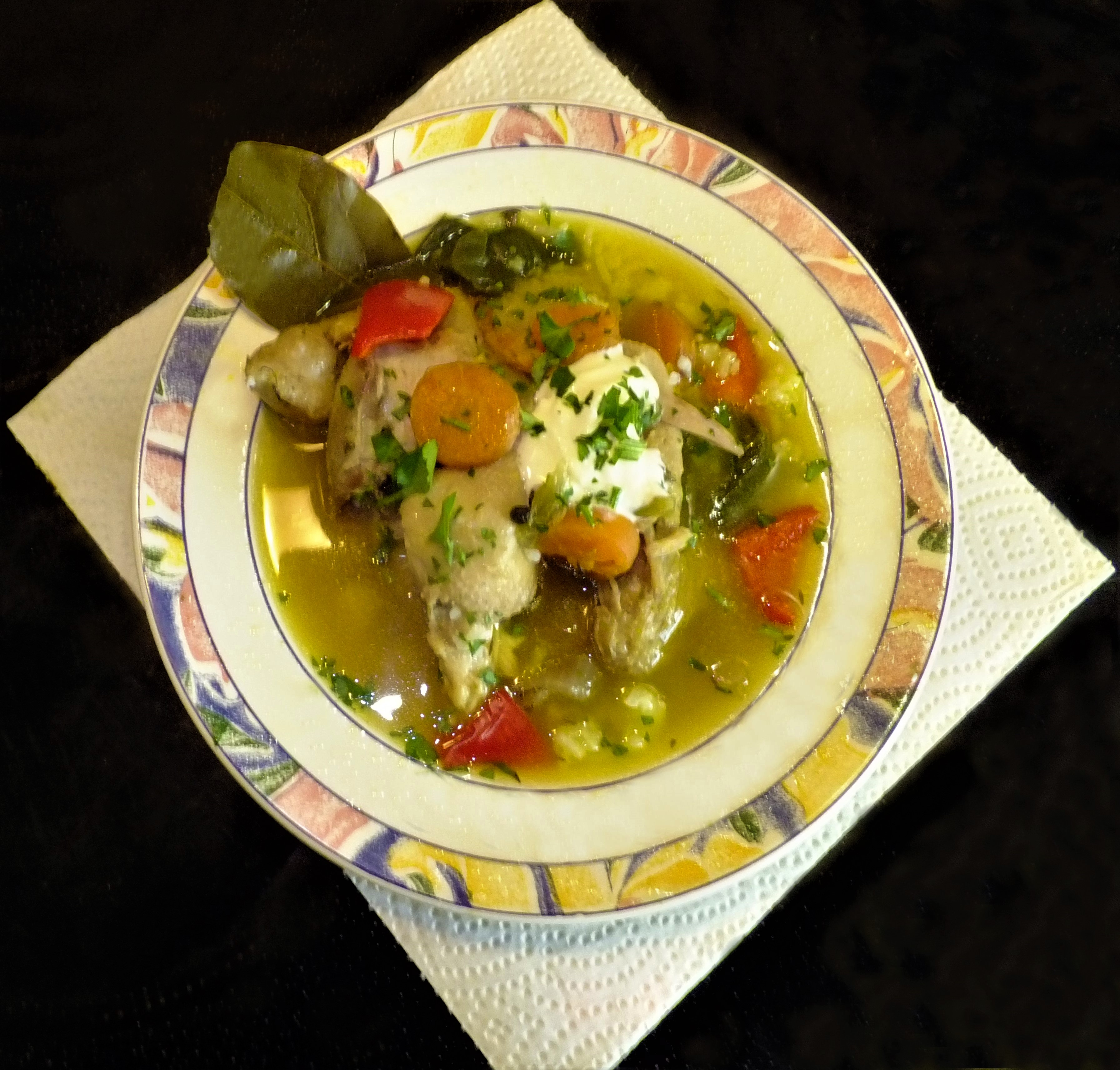
Ciorbă de potroace
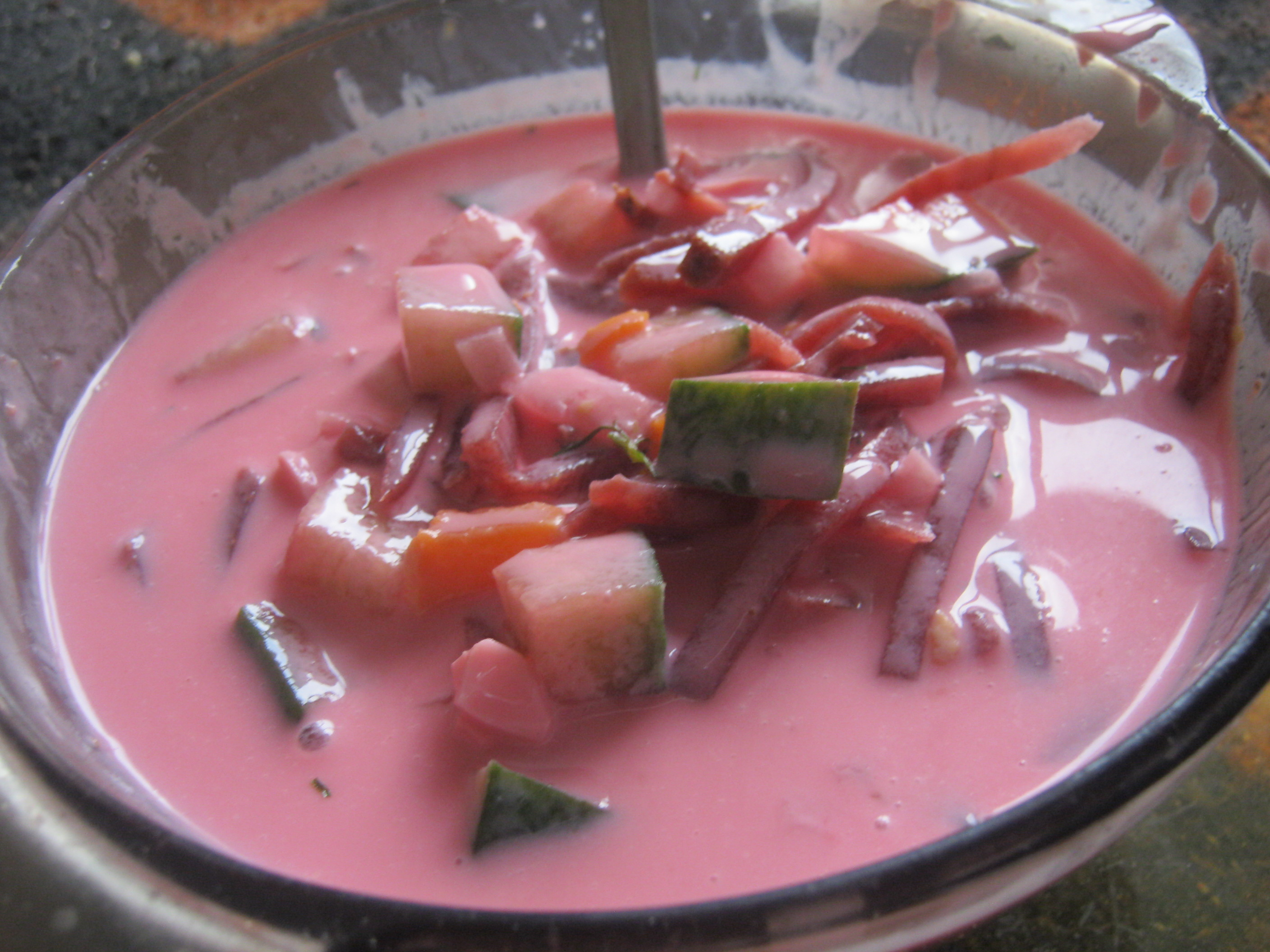
Ciorbă de sfeclă
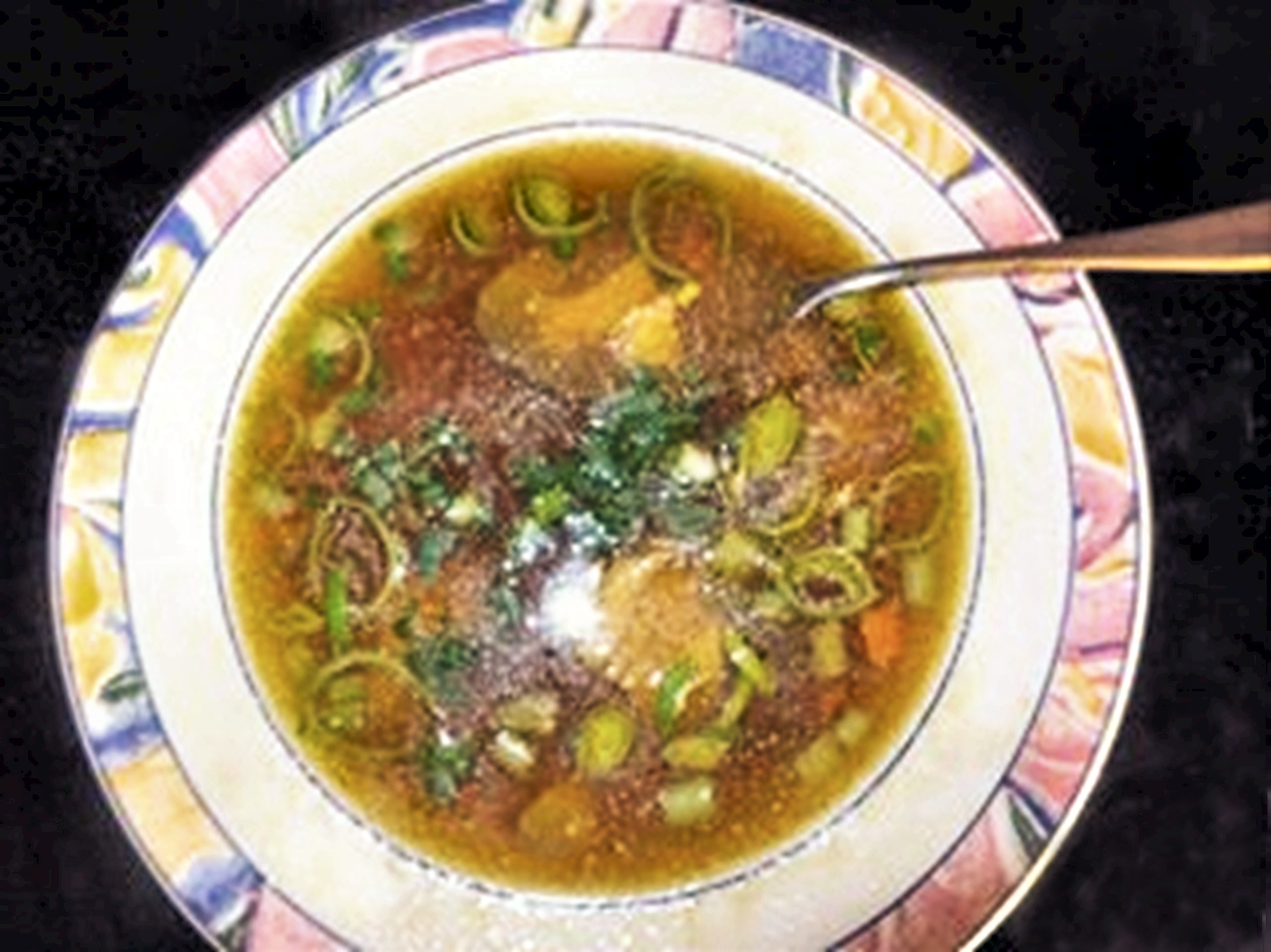
Ciorbă țărănească
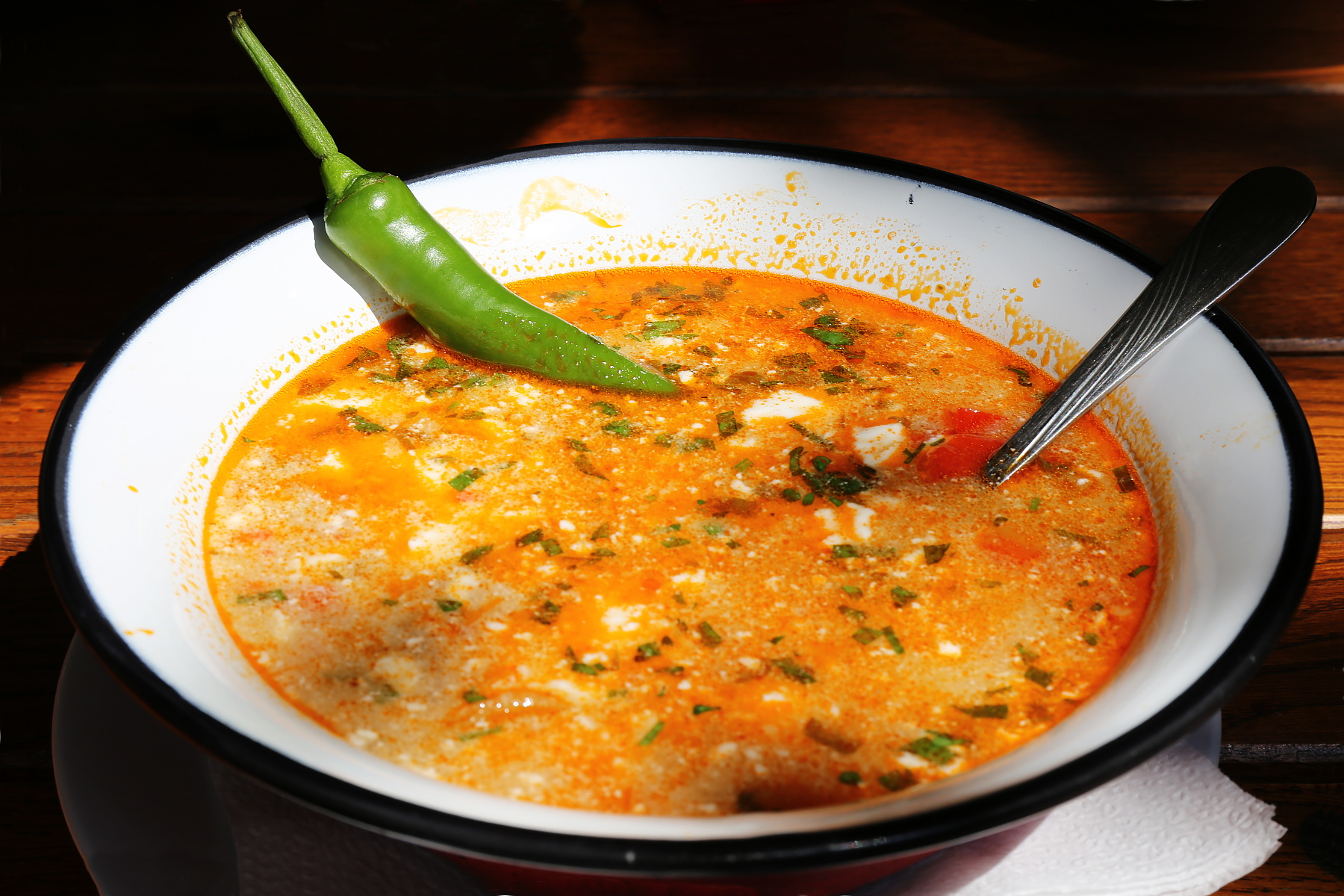
Ciorbă de văcuța cu smântână și ardei iute